# Шизел
Шизел (фр. Chuzelles) насеље је и општина у источној Француској у региону Рона-Алпи, у департману Изер која припада префектури Вјен.
По подацима из 2011. године у општини је живело 2050 становника, а густина насељености је износила 157,33 становника/km². Општина се простире на површини од 13,03 km². Налази се на средњој надморској висини од 212 метара (максималној 361 m, а минималној 165 m).

## Демографија
| 1962. | 1968. | 1975. | 1982. | 1990. | 1999. | 2011. |
| ----- | ----- | ----- | ----- | ----- | ----- | ----- |
| 623   | 705   | 1.017 | 1.209 | 1.681 | 1.958 | 2.050 |

График промене броја становника у току последњих година